# Luigi Giuliano
Luigi Giuliano, né le 3 novembre 1949 à Naples, est un criminel italien, ancien chef du clan Giuliano basé dans le quartier napolitain, Forcella.  Il a plusieurs surnoms dont « 'O rre » (le roi) et « Lovigino » , une fusion de Luigi et de l'amour.
En 2002, il collabore avec les forces de l'ordre italiennes contre le crime organisé, devenant un repenti.

## Biographie

### Origines et Vie privée
Luigi Giuliano, fils  du criminel Pio Vittorio, nait cadet d'une fratrie de 11 enfants dont six garçons et cinq filles. Il épouse Carmela Marzano, sa petite d'amie d'enfance. Les deux ont ensemble six enfants : Gemma, Pio Vittorio (décédé jeune à l'hôpital), les jumeaux Nunzio,  et Giovanni, Marianna, et Salvatore,.

### Parcours dans la mafia
À  l'âge de 14 ans, accompagné de Giuseppe Misso (it), criminel du clan Sanità, il vole le véhicule d'un Américain, après l' arraisonnement du navire de cigarettes de contrebande destiné à son père, Pio Vittorio. La voiture volée contient une forte somme d'argent qu'il remet à son père pour compenser les dommages subis par la saisie de la cargaison. Il entre en contact avec la Banda della Magliana et Roberto Calvi, pour le compte duquel il tente un vol à la Banca Antonveneta (en) de Padoue qui échoue grâce à l'intervention de la police.
Luigi se consacre aux activités du clan familial pendant que son père est en prison. Mais sa capacité à gagner de l'argent avec les cigarettes ne passe pas inaperçue aux yeux de la Guardia di Finanza, qui saisit des cargaisons entières. Outre la Guardia Finanza, il  fait face à la concurrence de Michele Zaza, qui profite de son affiliation à Cosa Nostra. Le clan Forcella le rançonne en tabassant l'un de ses neveux.
Avec d'autres gangsters, il crée la Nuova Famiglia (NF) pour s'opposer aux sous-officiers prédominant de  Raffaele Cutolo. Après la défaite de Cutolo, les dirigeants de la NF obtiennent une domination sur tous les réseaux criminels de la ville de Naples. Par la suite, Luigi Giuliano  cède le contrôle des Quartieri Spagnoli (Quartiers espagnols) aux frères Di Biase.
Il devient, plus tard, un membre fondateur de l'Alliance Secondigliano, un consortium de clans de la Camorra formé à Naples vers la fin des années 1980.

### Arrestations
Le 15 juillet 1982, quelques semaines après l'incarcération de Pio Vittorio, Luigi est arrêté en tant que fugitif pour association de malfaiteurs et complicité d'assassinat.
Le 15 avril 1983, il est libéré sous caution pour raisons de santé notamment ses problèmes cardiaques incompatibles avec l'emprisonnement. Il dispose d'un mois pour décider du lieu de l'opération du cœur et choisit une clinique près de Ravenne.
Mais, il participe à une bagarre avec un groupe d'Arabes dans un restaurant de Bologne. Peu après, il entre dans la clandestinité. Les enquêteurs le soupçonnent d'être retourné à Forcella et font de la terre brûlée autour de lui, arrêtant ses frères Raffaele, Nunzio et Salvatore.
Il retourne en prison le 19 juillet 1985, contraint à se rendre à la police après le blocage de toutes les rues menant à Forcella. En mai 1986, il entame une grève de la faim qui l'amène à perdre 10 kilos en une semaine. La protestation est déclenchée lorsqu'on lui refuse un transfert vers une clinique de Florence pour une opération du cœur malgré la demande de ses avocats. Six mois plus tard, il avale un tire-bouchon avant d'être sauvé des médecins.
Il fait une crise cardiaque au tribunal lors d'une audience en novembre 1987 relative au meurtre d'un gardien de prison, pour lequel il est acquitté par manque de preuves.
Luigi Giuliano dirige le clan familial sans être dérangé pendant près de trente ans. Mais, après son arrestation en 2000,  il est remplacé par sa sœur, Erminia, classée, à un moment,  parmi les 30 criminels les plus dangereux d'Italie.

### Défections et représailles
Le 17 septembre 2002, Giuliano décide de collaborer avec la justice et devient témoin du gouvernement, révélant de nombreux secrets débouchés sur plusieurs pistes d'enquête. Les informations divulguées font état de policiers corrompus, de juges corrompus, de maisons de vente aux enchères truquées et de tribunaux complaisants. Il fait aussi plusieurs déclarations (impliquant également son ancien ami Giuseppe Misso) sur le meurtre du banquier Roberto Calvi, retrouvé pendu sous le Blackfriars Bridge à Londres.
La défection de Luigi Giuliano est précédée de celle de ses deux frères, Guglielmo et Raffaele. En représailles à leur collaboration avec la justice,  son frère Nunzio, le seul à se dissocier du clan familial, est tué par la Camorra lors d'une embuscade à Via Tasso à Naples en 2005, suivi par son fils, Giovanni, le 7 décembre 2006.